# Râul Șuica
Râul Șuica este un curs de apă, afluent al râului Negrișoara. 